# Aston Martin Vanquish
L'Aston Martin Vanquish est une automobile de la marque britannique Aston Martin. Elle a été déclinée en trois générations, la première de 2001 à 2007, la deuxième de 2012 à 2018 et la troisième est sortie en 2024.

## Aston Martin Vanquish I (2001-2007)

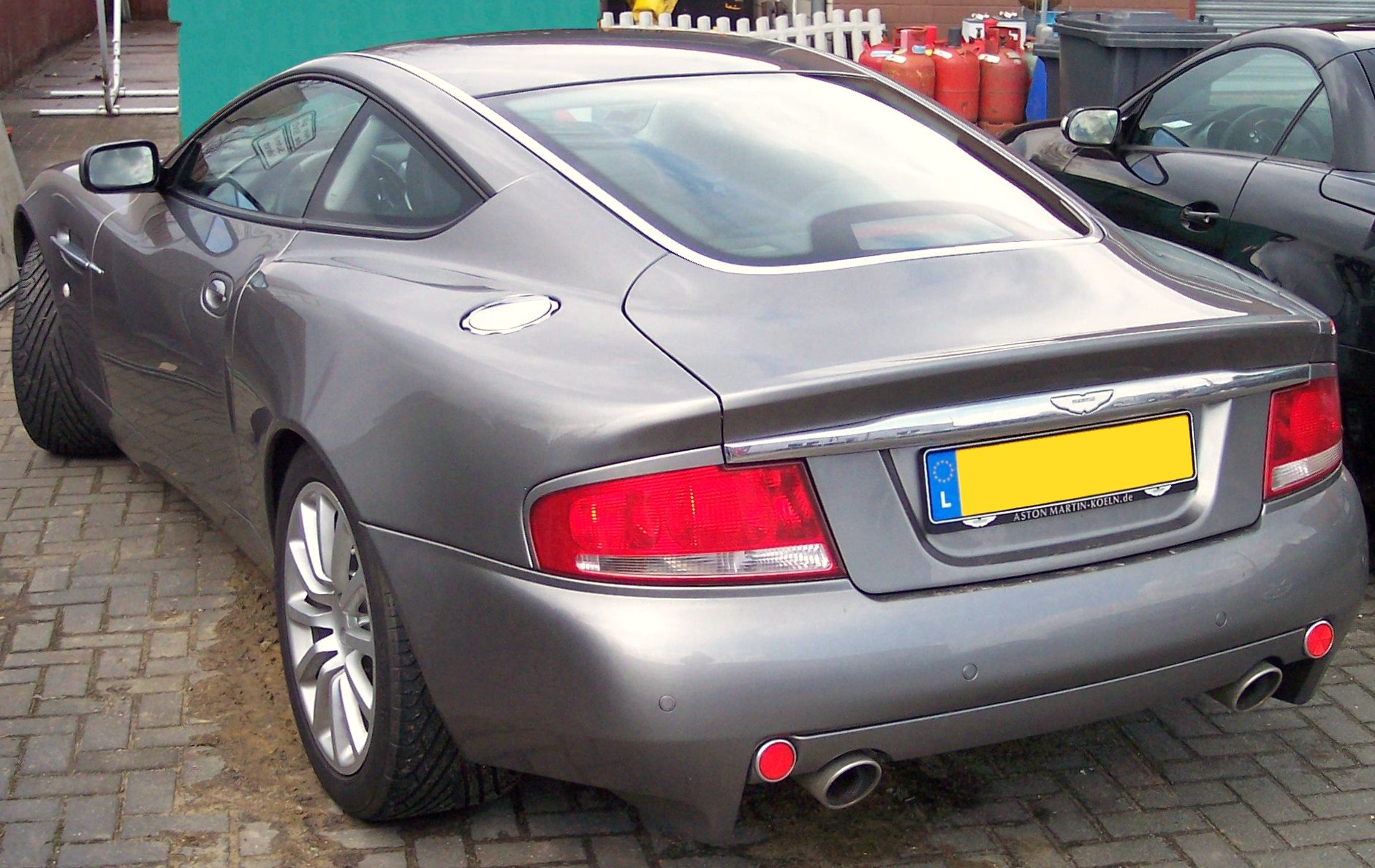
Aston Martin V12 Vanquish.

L'Aston Martin V12 Vanquish est présentée pour la première fois au Salon international de l'automobile de Genève le 1er mars 2001. Le prix de base de la Vanquish s'établissait en France à 237 000 € hors options en 2001.

Comme la famille Virage qu'elle remplace, cette GT se veut être le modèle le plus élevé de la gamme.
Avec ce nouveau modèle, Aston Martin se dote d'un véhicule capable de rivaliser avec les GT les plus performantes du marché. En effet, même si l'Aston Martin V8 ou la Vantage possédaient les performances nécessaires, leur technologie était dépassée. La Vanquish doit mêler le meilleur des deux, une technique de pointe dans un véhicule semi-artisanal construit à Newport Pagnell. Elle représentait à cette époque le fleuron de la marque, mais également le dernier modèle assemblé à la main au siège historique d'Aston Martin depuis 1958. La production sera limitée à 300 exemplaires par an, versions coupé ou coupé 2+2 confondues. Les ateliers ont toutefois été largement modernisés afin de garantir un haut niveau de qualité.
Seuls 2 578 exemplaires furent produits entre 2001 et le 19 juillet 2007, dont seulement, 1 086 Vanquish S, 94 Vanquish SDP et 50 Vanquish Ultimate.
Le 23 septembre 2004, l'Aston Martin Vanquish S est présentée lors du Mondial de l'automobile de Paris avec entre autres une motorisation plus puissante, un comportement amélioré et de subtiles retouches esthétiques.
Design
La ligne est née sous le crayon de Ian Callum, « père » de la DB7 et de la Project Vantage (1998) à laquelle la Vanquish doit l'essentiel. La ressemblance avec la DB7 est frappante, mais la Vanquish paraît nettement plus puissante, là où la DB7 se fait élégante et racée. On retrouve naturellement la calandre traditionnelle, ainsi que les écopes d'air sur les ailes avant. Avec ce design, c'est clairement la lignée des DB4, DB5 et DB6 qui est mise en valeur, tandis que la lignée des DBS, V8 ou Virage est écartée. L'arrière plus massif que celui de la DB7 inspire la puissance renforcée par ses jantes de 19 pouces, chaussées de pneumatiques 255/40 ZR19 à l'avant et 285/45 ZR19 à l'arrière (avec contrôle en continu de la pression). Concernant le freinage, les étriers sont confiés à Brembo Les disques de frein sont ventilés et perforés avec un diamètre de 355 mm à l'avant et 330 mm à l'arrière.
Habitacle
À l'intérieur, l'ambiance et l'odeur du cuir rappellent la tradition britannique malgré une touche de modernité, remplaçant la ronce de noyer par de l'aluminium. La Vanquish affirme ainsi sa sportivité. Le futur acquéreur peut aussi choisir sa couleur de carrosserie, le cuir Connolly et les garnitures intérieures ainsi que la moquette Wilton. La Vanquish était disponible en version 2+2 contre la somme de 7 000 €.
Un énorme bouton Start Engine permet de faire rugir le V12. La boîte de vitesses séquentielle est quant à elle très bien intégrée, étant donné que le levier de vitesse cède sa place à 4 boutons : P (Park), R (Reverse), N (Neutral), D (Drive). On déplorera le niveau de finition en net retrait par rapport aux anciens modèles, critique souvent redondante chez les essayeurs notamment en raison d'un grande utilisation d'éléments d'habitacle Ford et de plastiques peu flatteurs.
Technologie
La Vanquish repose sur un tout nouveau châssis en aluminium et fibre de carbone conçu en partie chez Lotus, lui assurant une rigidité, une robustesse et une sécurité accrues. Contrairement à la DB7 fabriquée à Bloxham chez TWR (Tom Walkinhsaw Racing) et qui utilise l'acier, les panneaux qui composent la carrosserie utilisent l'aluminium, matériau cher à la marque depuis 1913. Toutefois, contrairement au modèles qui la précède, les panneaux ne sont plus formés à la main mais sont directement livrés à l'usine par la société Superform pour être montés et ajustés manuellement. Le procédé de formage industriel « Superforming » est un pressage à froid permettant d'obtenir rapidement des éléments complexes et comportant peu de retouches. Cette technique permet donc un gain de temps tout en offrant un résultat de qualité.
Avec la Vanquish, Aston Martin abandonne le V8 « maison » conçu et dessiné en 1967 par Tadek Marek (déjà auteur du 6 cylindres de la DB4 en 1958), pour équiper les Lola T70 MKIII à moteur Aston Martin au 24 heures du Mans. La gamme composée de cet unique modèles utilise une version modifiée du V12 de la DB7 Vantage, qui développe 466 ch. Premier moteur conçu sous l'égide de Ford et développé en collaboration avec Cosworth Racing, le V12 atmosphérique de 6 litres de cylindrée est associé à une transmission manuelle 6 rapports commandée séquentiellement au volant. L'accélérateur électronique utilise la technologie (drive-by-wire). La transmission, développée par Magneti-Marelli et Ford, autorise des changements rapides (250 millisecondes), ainsi qu'un fonctionnement automatique. Comme sur la Project Vantage, la V12 Vanquish reçoit une structure construite dans les matériaux les plus modernes, puisqu'elle associe l'aluminium à la fibre de carbone et d'autres matériaux composites. L'aérodynamique est soignée, avec en particulier un soubassement plat créant un effet de sol, et assurant un meilleur appui à hautes vitesses. Malgré l'utilisation de matériaux légers, la Vanquish est lourde et ses performances sont à peine supérieures à celle de la DB7 Vantage. Cependant son comportement routier majestueux et le niveau de sécurité atteints lui sont supérieurs notamment en raison de la coque en carbone assurant une cellule de survie très rigide.

### Fiche technique
Motorisation
- Type : 12 cylindres en V atmosphérique à 60°
- Soupapes par cylindre : 4
- Matériaux (culasse/bloc) : Alliage léger / Alliage léger
- Position : Longitudinale avant
- Distribution : 2 × 2 ACT (chaînes)
- Alimentation : Gestion électronique intégrale double Visteon PTEC
- Cylindrée : 5 935 cm3
- Alésage x course : 89 × 79,5 mm
- Rapport volumétrique : 10,5
- Puissance maxi : 466 ch à 6 500 tr/min
- Couple maxi : 542 N m à 5 000 tr/min
- Puissance spécifique : 78,5 ch/l
- Couple spécifique : 91,3 N m/l

Transmission
- Type : Propulsion
- Boite : Manuelle avec mono-embrayage
- Rapports : 6, séquentielles, semi-automatiques
- Autobloquants : En série + antipatinage

Châssis
- Suspensions avant : Triangles superposés, barre stabilisatrice
- Suspensions arrière : Triangles superposés, barre stabilisatrice
- Freins avant : Disques ventilés percés (355 mm)
- Freins arrière : Disques ventilés percés (330 mm)
- Antiblocage : En série
- Direction : Crémaillère, assistance variable
- Tours de volant : 2,73

Dimensions
- Longueur x Largeur x Hauteur : 4 665 × 1 923 × 1 318 mm
- Empattement : 2 690 mm
- Jantes avant : 9" × 19"
- Jantes arrière : 10" × 19"
- Pneumatiques avant : 255/40 ZR 19
- Pneumatiques arrière : 285/40 ZR 19
- Capacité réservoir : 80 l

Poids
- Poids constructeur : 1 835 kg
- Rapport poids/puissance : 3,94 kg/ch

Performances
- 0 à 100 km/h : 5 s
- 0 à 160 km/h : 9,9 s
- 0 à 200 km/h : 15,5 s
- Vitesse maxi : 306 km/h

Consommation
- Route : 13,2 L/100km
- Moyenne : 17,9 L/100km
- Conduite sportive : 26,9 l/100km
- Autonomie (conduite sportive) : 350 km

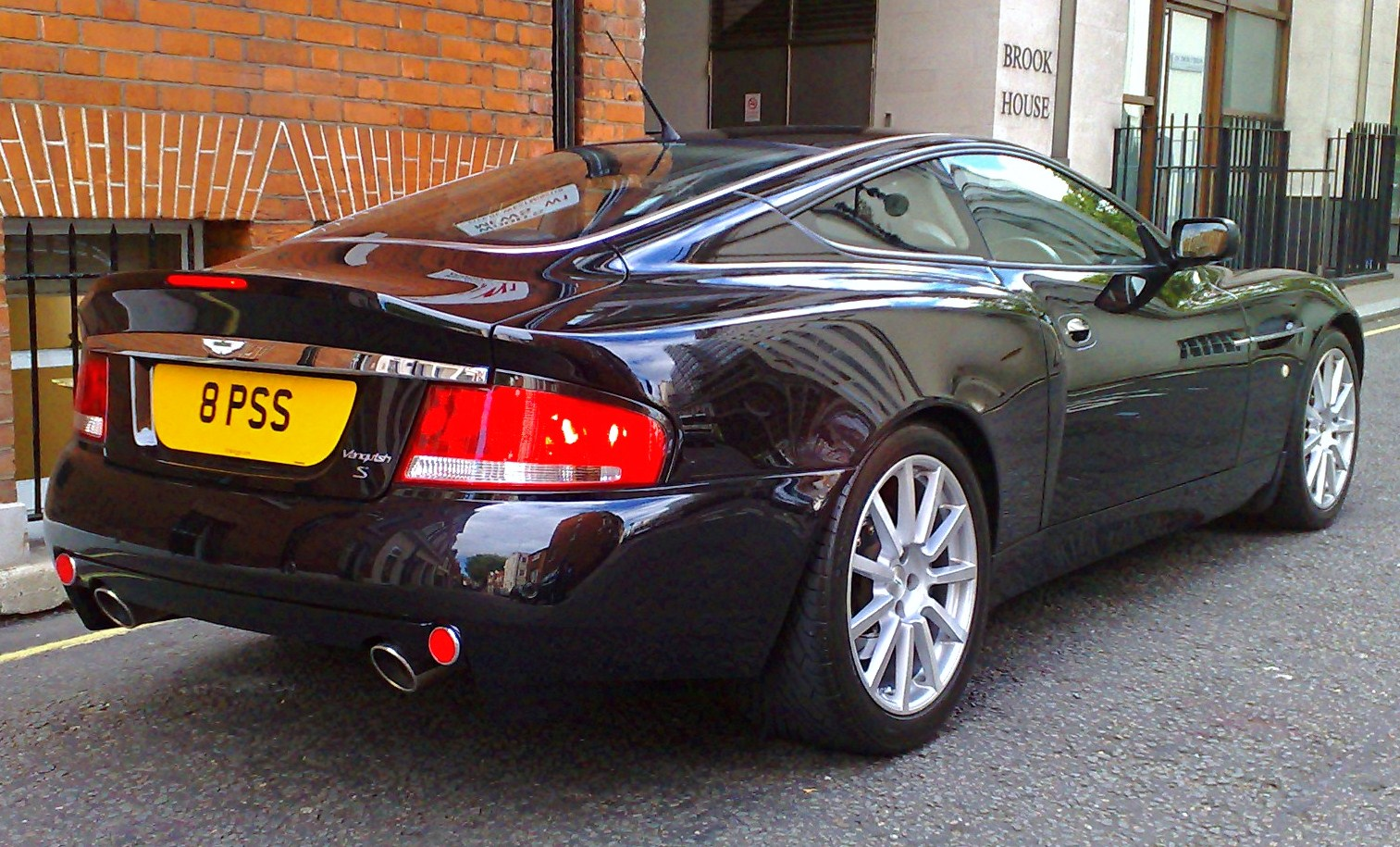
Aston Martin V12 Vanquish S

### Aston Martin Vanquish SDP

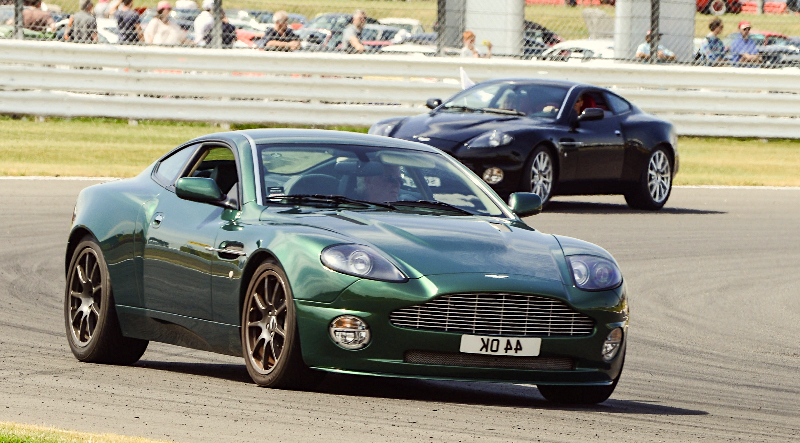
Vanquish SDP, sur Circuit.

L'option Sport Dynamic Pack (SDP) apparue en mai 2004, apporte une approche bien plus sportive à la voiture actuelle. Incorporant tous les éléments qui ont fait du V12 Vanquish le nec plus ultra en matière de conduite automobile Aston Martin. Les principaux changements par rapport à la voiture standard concernaient le châssis / la suspension et les freins. Le montant avant et l'ensemble des roulements ont été renforcés et rigidifiés avec des ressorts plus courts (réduisant la hauteur de caisse de 5 mm) et des amortisseurs révisés. De plus, la direction a été revue pour la rendre 20 % plus rapide qu'auparavant. Les disques de frein avant ont été augmentés à 378 mm de diamètre (contre 355), ainsi que six étriers pour remplacer les quatre éléments d’origine. Le diamètre des disques arrière est resté inchangé à 330 mm mais 2 mm plus épais que sur la voiture standard.
La meilleure façon d'identifier la variante Sport Dynamic de la voiture standard réside au niveau des roues en magnésium à 9 rayons fins (30 % plus légères que les 12 branches - les meilleures roues jamais vues sur les Vanquish) et de nouveaux disques de frein flottant sur bol avec un motif de rainures elliptiques. La V12 Vanquish SDP n'était disponible que quelques mois avant que le V12 Vanquish S. Selon AML, seuls 94 exemplaires ont été fabriqués, ce qui en fait l'un des modèles les plus rares des Vanquish.

### Aston Martin Vanquish S
Présentée le 23 septembre 2004 au Mondial de l'automobile de Paris, l'Aston Martin Vanquish S se distingue esthétiquement du modèle de base par un spoiler avant, une calandre plus ajourée pour un meilleur refroidissement du V12, un coffre légèrement plus relevé ainsi que de nouvelles jantes de 19" à 11 rayons au lieu de 12. Le troisième feu stop se trouve désormais intégré dans la malle arrière et non dans le pare-brise.
Le moteur gagne 62 chevaux pour passer à 528 ch et le couple progresse à 577 N m grâce à de nouvelles culasses, des chambres de combustion redessinées pour améliorer le flux des gaz, de nouveaux injecteurs et une nouvelle cartographie moteur. La sonorité du V12 à l'échappement en acier inoxydable se veut encore plus puissante et démonstrative en vocalises.
Les performances progressent : le 0 à 100 km/h est expédié en 4,8 secondes, plus de 322 km/h en pointe, ce qui lui vaut d'être l'Aston Martin de série la plus rapide de l'histoire jusqu'à l'arrivée de la V12 Vantage S le 29 mai 2013.
Le rapport de pont est raccourci, le châssis a également été revu, les disques de freins avant majorés à 378 mm, les suspensions plus fermes, la hauteur de caisse abaissée de 5 mm et la direction 20 % plus directe.
L'aérodynamique progresse par rapport à celle de la V12 Vanquish avec un Cx s'établissant à 0,32 au lieu de 0,33. L’essieu arrière est assorti d'un différentiel à glissement limité et d’un contrôle de motricité.
Le comportement est donc amélioré ainsi que la boîte de vitesses robotisée à 6 rapports désormais plus douce, plus rapide et dont l'embrayage est plus résistant que celui de la V12 Vanquish.
En 2006, la Vanquish S adopte une nouvelle console centrale inspirée de la DB9 avec un nouvel écran GPS couleur et un nouveau système audio Alpine de 900 W. La finition progresse.
396 heures soit 6 semaines de travail furent nécessaires à la construction d'une Vanquish S, c'est le double de temps nécessaire pour l'assemblage d'une Aston Martin DB9.
Le prix de base de la Vanquish S s'établissait en France à 267 490 € en 2006, faisant de ce modèle l'Aston Martin la plus chère jamais conçue.
Le dernier exemplaire est sorti de l'usine mythique de Newport Pagnell le 19 juillet 2007, date à laquelle l'usine ferma ses portes.
La Vanquish S fut produite à seulement 1 086 exemplaires ce qui en fait une voiture rarissime et très désirable.
Le moteur V12 atmosphérique émet l'une des plus belles sonorités de toute l'histoire de l'automobile.
La Vanquish S est la dernière Aston Martin entièrement assemblée à la main.
Considérée par les puristes comme la dernière véritable Aston Martin.
D'après le Dr Ulrich Bez, CEO, Aston Martin : « Le modèle le plus rapide jamais conçu par Aston Martin. La Vanquish S allie à la fois artisanat traditionnel et haute technologie automobile. Produit phare de notre marque […] la Vanquish S […] est l'apogée d'Aston Martin. »

#### Fiche technique
Motorisation
- Type : 12 cylindres en V atmosphérique à 60°
- Soupapes par cylindre : 4
- Matériaux (culasse/bloc) : Alliage léger / Alliage léger
- Position : Longitudinale avant
- Distribution : 2 × 2 ACT (chaîne
- Alimentation : Gestion électronique intégrale double Visteon PTEC
- Cylindrée : 5 935 cm3
- Alésage × course : 89 × 79,5 mm
- Rapport volumétrique : 10,8
- Puissance maxi : 528 ch à 7 000 tr/min
- Couple maxi : 577 N m à 5 800 tr/min
- Puissance spécifique : 89 ch/l
- Couple spécifique : 97 N m/l

Transmission
- Type : Propulsion
- Rapports : 6, séquentielles, semi-automatiques
- Autobloquants : En série + antipatinage

Châssis
- Suspensions avant : Triangles superposés, barre stabilisatrice
- Suspensions arrière : Triangles superposés, barre stabilisatrice
- Freins avant : Disques ventilés rainurés (378 mm)
- Freins arrière : Disques ventilés rainurés (330 mm)
- Antiblocage : En série
- Direction : Crémaillère, assistance variable
- Tours de volant : 2,1

Dimensions
- Longueur x Largeur x Hauteur : 4 665 × 1 923 × 1 318 mm
- Empattement : 2 690 mm
- Jantes avant : 9" × 19"
- Jantes arrière : 10" × 19"
- Pneumatiques avant : 255/40 ZR 19
- Pneumatiques arrière : 285/40 ZR 19
- Monte pneumatique d'origine : Yokohama AVS Sport V102
- Capacité réservoir : 80 l

Poids
- Poids constructeur : 1 875 kg
- Rapport poids/puissance : 3,5 kg/ch

Performances
- 0 à 100 km/h : 4,8 s
- 0 à 160 km/h : 9,8 s
- 0 à 200 km/h : 14,5 s
- Vitesse maxi : plus de 322 km/h

Consommation
- Route : 13,4 l/100km
- Moyenne : 18,9 l/100km
- Conduite sportive : 28,2 l/100km
- Autonomie (conduite sportive) : 350 km

### Différences entre Vanquish et Vanquish S
- Puissance DIN passant de 466 à 528 ch
- 3e feu arrière initialement placé sur la vitre arrière, situé sur le béquet aérodynamique
- Béquet aérodynamique légèrement allongé sur la version S, amélioration de l'aérodynamisme (le Cx passe de 0,33 à 0,32)
- Antenne radio visible sur la Vanquish S à partir du millésime 2006
- Sonorité du V12 légèrement différente (son d'une « non S » d'origine USA ou européenne légèrement différent, dues aux normes anti-pollution, une version USA se rapprochera un peu plus du son d'une version « S »)
- Fiabilisation du capteur d'embrayage sur la version S
- Amélioration de la fermeté des suspensions sur la version S
- Confort des sièges plus fermes sur la version S mais offrant un meilleur maintien latéral
- Amélioration des réglages électroniques sur la version S
- Modernisation du tableau de bord sur la version S à partir du millésime 2006, intégrant un écran pour le GPS (la non S dispose d'un GPS vocal)
- Fiabilisation du système de freinage sur la version S
- Fiabilisation du démarreur
- Fiabilisation du bloc hydraulique
- Fiabilisation du volant moteur

Comme toute voiture de prestige faite à la main, la Vanquish bénéficie des évolutions et des améliorations de la version S, au fur et à mesure des entretiens dans le réseau agréé. En ce sens, les défauts de fiabilité constatés sur la non S, ne seront plus à terme des problèmes.

### Récompenses
Le 29 janvier 2013, à l'occasion de l'inauguration du Festival automobile international 2013, l'Aston Martin Vanquish reçoit le trophée de Plus belle supercar de l'année. Elle a été élue aux dépens des BMW Série 6 Gran Coupé, Ferrari F12 Berlinetta et Jaguar F-Type.

### Cinéma, TV, et jeux vidéo
Films

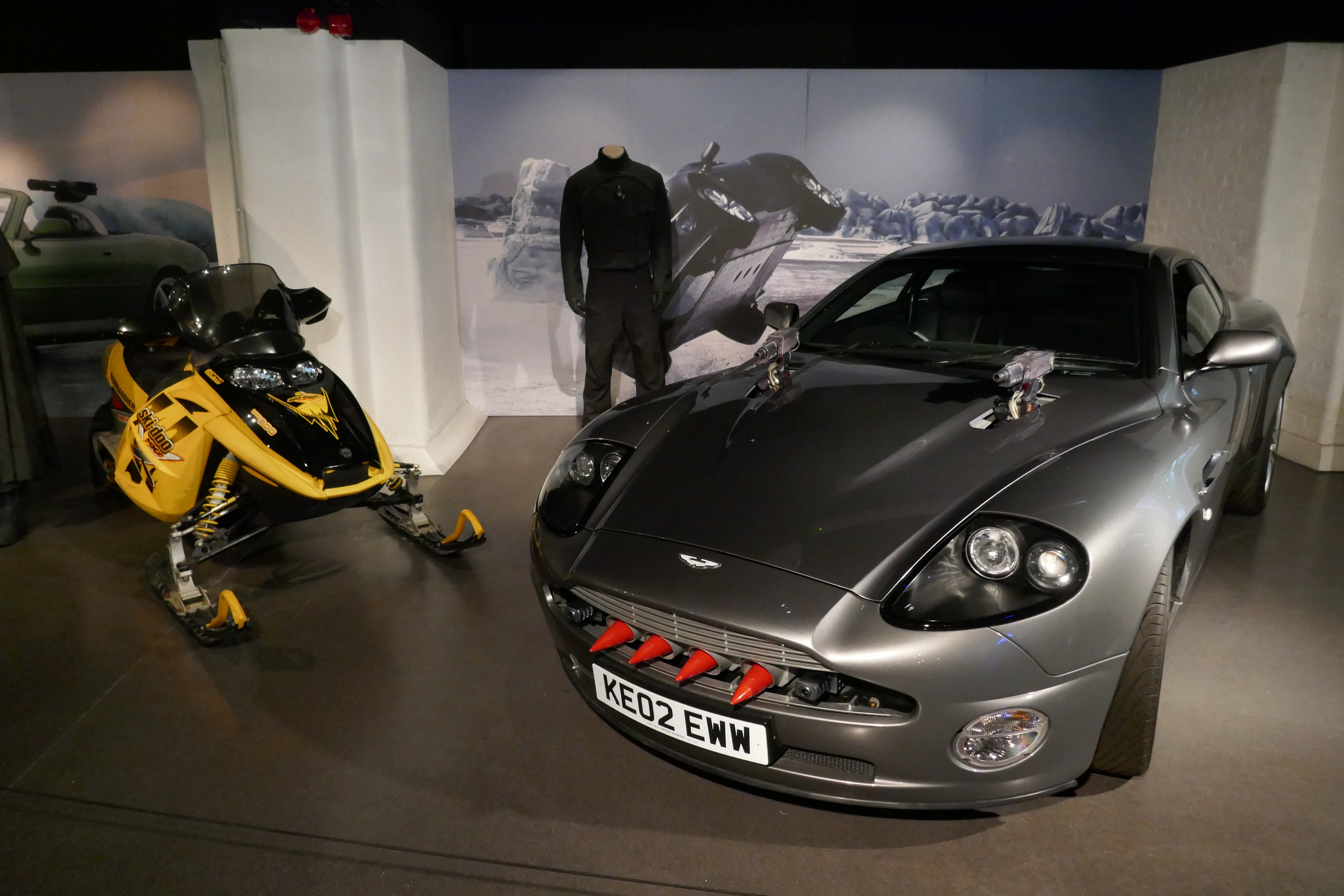
Aston Martin V12 Vanquish de Meurs un autre jour.

- Lara Croft : Tomb Raider de Simon West, avec Angelina Jolie (2001)
- James Bond (Pierce Brosnan) est au volant de la Vanquish dans Meurs un autre jour (2002).
- Rob le Tombeur (Jason Statham) rêve d'acheter une Vanquish au début de Braquage à l'italienne (2003). Son rêve deviendra réalité à la fin du film.
- The Punisher en 2004.
- Les Experts : Manhattan, épisode 4.03.
- Edward Cullen (Robert Pattinson) est au volant d'une Aston Martin Vanquish dans la saga Twilight.
- Clip de Let You Go de ATB (2001).
- Elle apparait dans le clip Same Girl de R. Kelly et Usher (2007).
- Elle apparait dans le clip " Bonnie and Clyde" de Beyonce et Jay Z (2004)

Jeux vidéo
- Gran Turismo 3: A-Spec, 2001
- Project Gotham Racing, 2001
- Gran Turismo Concept, 2002
- James Bond 007 : Nightfire, 2002
- Need for Speed : Poursuite infernale 2, 2002
- Drag Racer, 2003
- Midnight Club II, 2003
- Project Gotham Racing 2, 2003
- Asphalt: Urban GT, 2004
- Drag Racer 3, 2004
- Gran Turismo 4, 2004
- James Bond 007 : Quitte ou Double, 2004
- TOCA Race Driver 2, 2004
- Enthusia: Professional Racing, 2005
- Forza Motorsport, 2005
- Test Drive Unlimited, 2006
- Drift City, 2007
- Forza Motorsport 2, 2007
- Juiced 2: Hot Import Nights, 2007
- Project Gotham Racing 4, 2007
- Project Gotham Racing: Mobile, 2007
- Forza Motorsport 3, 2009
- Gran Turismo 5, 2010
- Forza Motorsport 4, 2011
- Gran Turismo 6, 2013

## Aston Martin Vanquish II (2012-2018)

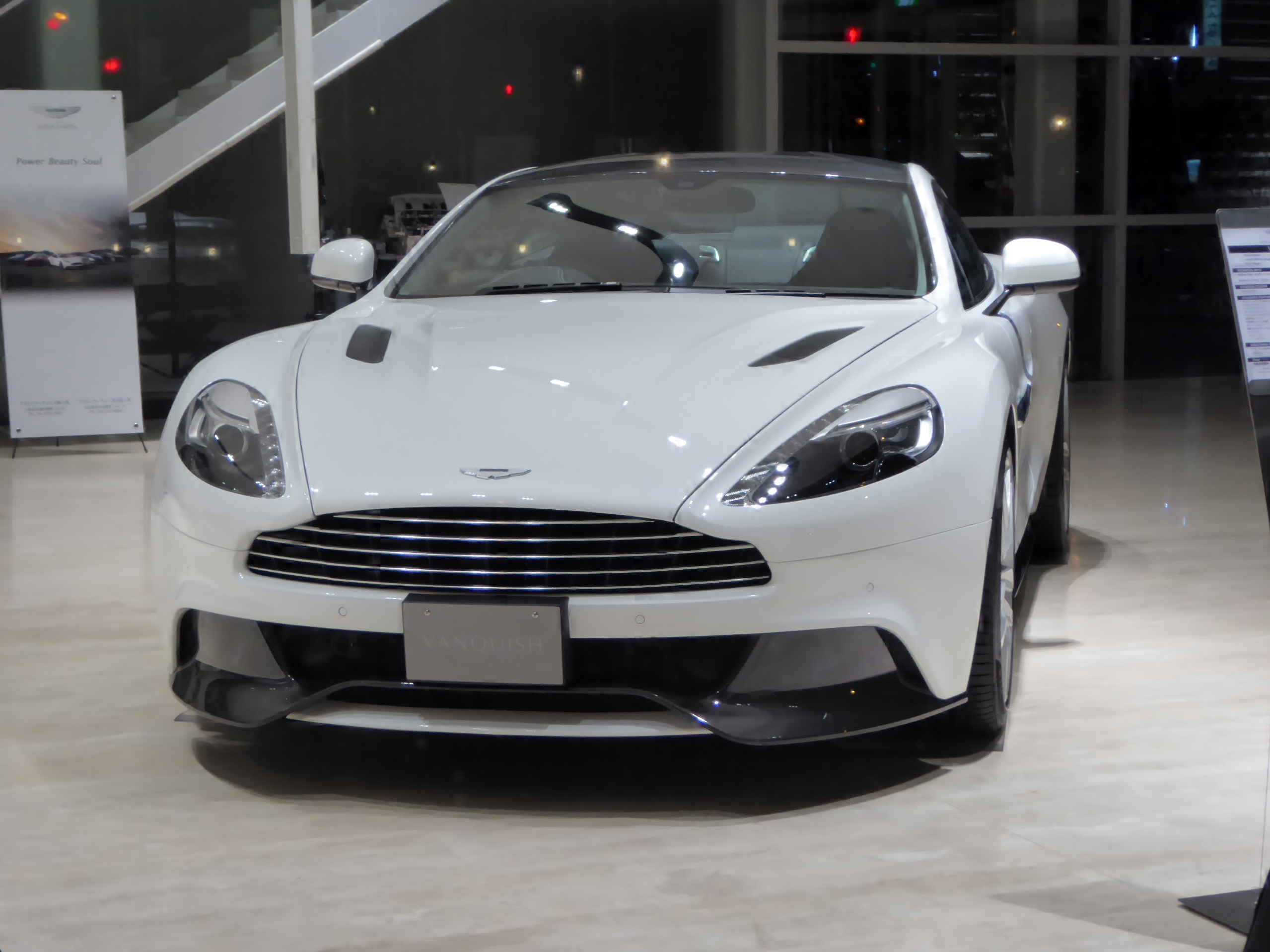
Aston Martin Vanquish II - Vue avant.

La deuxième génération de Vanquish est dévoilée à Londres en 2012.
Le style extérieur de la Vanquish est une évolution de la DBS avec de nombreux éléments de style comme les ouïes latérales allongées étant inspirés par la One-77. La voiture dispose d'un tout nouvel intérieur inspiré de celui que l'on trouve dans l'Aston Martin One-77. La voiture est disponible sous forme de 2 places ou 2 + 2.
La Vanquish utilise une version améliorée du moteur V12 issu de l'assemblage de deux V6 de Ford Mondeo (datant du moment où Aston Martin appartenait à Ford) avec une puissance de 573 ch à 6 750 tr/min et un couple de 620 N m à 5 500 tr/min. La Vanquish utilise une boîte de vitesses automatique à six rapports. Les freins sont des disques en carbone-céramique. La suspension est un sous cadre léger avant en aluminium avec moulages creux à double levier triangulé indépendante incorporant la géométrie anti-plongée, ressorts hélicoïdaux, barre anti-roulis et amortisseurs monotube adaptatifs à l'avant et double triangulation indépendants avec anti-squat et la géométrie anti-soulèvement, ressorts hélicoïdaux, barre antiroulis et amortisseurs adaptatifs monotube à l'arrière. Il dispose d'un système d'amortissement réglable en trois étapes adaptatif comprenant les modes normal, sport et course.
Les livraisons au Royaume-Uni et en Europe continentale ont commencé à la fin de 2012.
La Vanquish profite d'une nouvelle version fin 2014. Il s'agit de la Vanquish 2015. La puissance grimpe de trois chevaux pour atteindre 576 chevaux. 10 N m de couple sont gagnés pour atteindre 630 N m. Mais l'amélioration la plus importante concerne la boîte de vitesses. La Vanquish s'équipe d'une boîte automatique huit rapports, beaucoup plus performante que l'ancienne boîte six. La vitesse de pointe de la Vanquish passe de 295 à 323 km/h et l'accélération de 0 à 100 km/h passe de 4,5 à 3,8 s pour la version coupé.

### Vanquish S Ultimate Edition
Aston Martin célèbre la fin de carrière de la Vanquish deuxième génération avec une série spéciale, déclinée sur les carrosseries Coupé et Volante. 175 exemplaires sont mis en vente, équipés du V12 de 6 L atmosphérique développant 603 ch, couplé à une boîte de vitesses automatique Touchtronic à huit rapports. Les livraisons auront lieu au cours du premier trimestre 2018.

## Aston Martin Vanquish III (2024-)
La troisième génération de Vanquish est présentée le 2 septembre 2024. Elle est produite à seulement 1000 exemplaires par an.

### Caractéristiques techniques
La Vanquish repose sur la plateforme technique en aluminium de la DB12.

### Volante
La version décapsulée de la Vanquish appelée Vanquish Volante est dévoilée le 25 mars 2025. Elle célèbre également le 60e anniversaire du premier cabriolet de la marque, sorti en 1965.

## Cinéma, TV, et jeux vidéo

### Séries TV
- Devious Maids, épisode 2.07
- Ray Donovan, épisode 3.02
- Unreal, épisode 1.08

### Jeux vidéo
- 007: Nightfire, 2002
- James Bond 007 : Quitte ou Double, 2004
- Forza Horizon, 2012
- Forza Motorsport 5, 2013
- GRID 2, 2013
- GT Racing 2: The Real Car Experience, 2013
- Need for Speed: Rivals, 2013
- Real Racing 3, 2013
- "Grand Theft Auto V" et "Grand Theft Auto Online", 2013 - La Vanquish apparaît cependant sous le nom de "Dewbauchee Massacro"
- DriveClub, 2014
- Forza Horizon 2, 2014
- GRID Autosport, 2014
- The Crew, 2014
- Adrenaline Racing: Hypercars, 2015
- CSR 2, 2015
- Forza Motorsport 6, 2015
- Need for Speed: Edge, 2015
- Forza Horizon 3, 2016
- The Crew 2, 2018